# Temple de la renommée du hockey français
Der Temple de la renommée du hockey français ist die nationale Eishockey-Ruhmeshalle in Frankreich. In dieser werden Spieler, Trainer und Funktionäre geehrt, die sich um den Eishockeysport in Frankreich verdient gemacht haben. Die Ruhmeshalle wurde 2008 von der Fédération française de hockey sur glace gegründet und befindet sich in Chamonix.

## Mitglieder der Ruhmeshalle

### Aufnahme 2008
- Philippe Bozon
- Jean Ferrand
- Jacques Lacarrière
- Pete Laliberté
- Louis Magnus

### Aufnahme 2009
- Albert Hassler
- Daniel Huillier
- Henri Lafit
- Calixte Pianfetti
- Charles Ramsey

### Aufnahme 2010
- Camil Gélinas
- Claude Pourtanel
- Léon Quaglia
- Antoine Richer

### Aufnahme 2011
- Bernard Deschamps
- Philippe Lacarrière
- Jean Tarenbercque
- Christophe Ville

### Aufnahme 2012
- Alain Bozon
- Albert Fontaine
- Angela Lezziero
- Marie-Claude Raffoux

### Aufnahme 2013
- Joseph Cochet
- Marcel Guadaloppa
- Gilbert Itzicsohn
- Jean-Claude Sozzi
- Jean Vassieux

### Aufnahme 2014
- Jean Julien
- Charles Liberman
- André Peloffy
- Patrice Pourtanel

### Aufnahme 2015
Am 15. Juli 2015 wurden folgende Personen in die Ruhmeshalle aufgenommen:
- Philippe Rey
- Christian Pouget
- Daniel Maric
- Albert Kimmerling
- Léo Mounier

### Aufnahme 2016
- Tristan Alric
- Jean-Louis Millon
- Thierry Monier
- Louis Smaniotto
- André Vuillermet

### Aufnahme 2017
- Arnaud Briand
- Corinne Dogemont
- Paul Lang
- Alain Mazza
- Trophée Cristobal Huet : Pierre-Édouard Bellemare

### Aufnahme 2018
- Baptiste Amar
- Dave Henderson
- Cristobal Huet
- Fabrice Lhenry
- Laurent Meunier

### Aufnahme 2019
- Zdeněk Bláha
- André Catelin
- Guy Durand
- Guy Fournier
- Bruno Ranzoni

### Aufnahme 2020
Im Jahr 2020 fanden aufgrund der COVID-19-Pandemie keine Neuaufnahmen statt.

### Aufnahme 2021
- Peter Almásy
- Yvan Guryca
- Michel Margerit
- Gwenola Personne
- Pierre Pousse

### Aufnahme 2023
- Lydie Breton
- Guy Dupuis
- Céline Parmentier
- Denis Perez
- Alain Vignais